# Motrogon
Motrogon (1018 m) – szczyt górski w paśmie górskim Wyhorlat w Łańcuchu Wyhorlacko-Gutyńskim Wewnętrznych Karpat Wschodnich. Jest czwartym co do wysokości szczytem Wyhorlatu.

## Położenie
Szczyt leży w centralnej części Wyhorlatu, w jego głównym grzbiecie, ok. 4,5 km na południe od wsi Zemplínske Hámre. Od południa ogranicza go wyraźna przełęcz Rozdiel (875 m n.p.m.), natomiast od północnego wschodu - płytkie siodło przełęczy Jedlinka (ok. 825 m n.p.m.). Formalnie znajduje się już na terenie wielkiego poligonu wojskowego Kamenica nad Cirochou (słow. Vojenský obvod Kamenica nad Cirochou), którego wschodnia granica biegnie niespełna 300 m na południowy wschód od wierzchołka.

## Charakterystyka
Rozległa góra o - w odróżnieniu od innych wysokich szczytów Wyhorlatu - dość rozległym i zupełnie płaskim wierzchołku. Stoki północne i północno-wschodnie kopuły szczytowej bardzo strome, kamieniste, z licznymi usypiskami, pozostałe - znacznie łagodniejsze, w większości bardzo słabo rozczłonkowane. Cała góra zarośnięta jest lasem. Przeważają stare lasy bukowo-jaworowe, zaś na stromych zboczach północnych - zboczowe lasy lipowo-jaworowe. Na rozległych wypłaszczeniach stokowych u stóp stromych stoków północnych znajdują się tereny podmokłe i torfowiska, a nawet niewielkie jeziorko Kotlík pochodzenia osuwiskowego.

## Ochrona przyrody
Motrogon leży w obrębie Obszaru Chronionego Krajobrazu Wyhorlat (słow. Chránená krajinná oblasť Vihorlat). Wspomniane torfowiska są chronione w rezerwatach przyrody Postávka, Ďurova mláka i Motrogon. W tym ostatnim, obejmującym północne zbocza kopuły szczytowej góry aż po jej wierzchołek, oprócz torfowiska Hybkaňa znajduje się również wspomniane jeziorko Kotlík. Stoki południowo-wschodnie kopuły szczytowej, wraz z obszarem źródlisk potoków Čremošná i Skalný, obejmuje z kolei rezerwat przyrody Baba pod Vihorlatom.

## Turystyka
wieś Remetské Hámre – Motrogon – przełęcz Tri tably – Sninský kameň – Nežabec – Fedkov – przełęcz Strihovské sedlo – Jaseňovský vrch – Diel – Veľka Vavrová – Sokolovec – wieś Podhoroď. Ze względu na przebieg granicy wspomnianego wyżej poligonu oraz na wymienione rezerwaty przyrody czerwony szlak turystyczny omija od wschodu wierzchołek Motrogonu.